# 고성 오방리 지석묘
고성 오방리 지석묘(固城 梧芳里 支石墓)는 대한민국 경상남도 고성군 하일면 오방리에 있는 고인돌이다. 1977년 12월 28일 경상남도의 기념물 제36호 오방리 지석묘로 지정되었다가, 2018년 12월 20일 현재의 명칭으로 변경되었다.

## 개요
지석묘는 청동기시대의 대표적인 무덤으로 고인돌이라고도 부르며, 주로 경제력이 있거나 정치권력을 가진 지배층의 무덤으로 알려져 있다.
우리나라의 고인돌은 4개의 받침을 세워 돌방을 만들고 그 위에 거대하고 평평한 덮개돌을 올려놓은 탁자식과, 땅 속에 돌방을 만들고 작은 받침돌을 세운 뒤 그 위에 덮개돌을 올린 바둑판식으로 구분된다.
경상남도 고성군 하일면 오방리의 마을 주위 논밭에는 모두 8기의 고인돌이 밀집하여 분포되어 있는데, 이들은 모두 큰 덮개돌 아래에 작은 받침돌을 마련한 바둑판식 형태를 보인다. 덮개돌의 크기는 대체로 길이 2.5m, 너비 1.5m 정도이며, 3기는 화강암을 이용하였고 나머지 5기는 점판암 계통의 돌을 이용하였다. 아직 발굴조사가 이루어지지 않아 정확한 하부구조는 알 수 없으나 지하에는 시체를 안치한 돌방이 있을 것으로 추측된다.
오방리 고인돌은 고성군 일대의 석지리, 학림리 등지에 분포하는 고인돌 무리와 함께 고성군의 청동기시대 무덤구조 연구와 문화 모습을 복원하는데 있어 중요한 자료가 될 것으로 보인다.

## 참고 자료
- 고성 오방리 지석묘 - 국가유산청 국가유산포털